# Abreviador

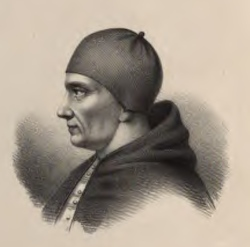
Bild aus "Pius der Zweite" von Dr. Georg Voigt, 1856

Abreviador, en plural Abreviadores en español, también llamados Breviadores, era un cuerpo de escritores en la Cancillería Apostólica papal, cuyo objetivo era preparar las bulas papales, informes papales y decretos consistoriales antes de que fuesen escritos in extenso por los scriptores.
Se mencionan por primera vez en las bulas papales Extravagantes del Papa Juan XXII y del Papa Benedicto XII. 

## Origen romano
Abreviadores son aquellos que hacen un acortamiento o producen un resumen de una escritura larga o un discurso. Esto se realiza acortando las partes, es decir las palabras y frases; se trata de una forma abreviada de escritura común entre los romanos. Las abreviaciones eran de dos tipos, el uso de una sola letra para una sola palabra, o el uso de una señal, nota, o marca para una palabra o frase.
El Emperador Justiniano prohibió el uso de abreviaciones en la recopilación del "Compendio" y después extendido su prohibición a todas las otras escrituras. Esta prohibición no fue obedecida universalmente. Los abreviadores lo entendieron a su propia conveniencia y se interesaron por usar la forma abreviada; esta era la situación, especialmente en Roma. Fue una práctica antigua de los cristianos que permitió de manera fácil y segura la comunicación entre sí, y con el fin de salvaguardar sus secretos de los enemigos y los falsos hermanos. 

## Abreviadores eclesiásticos
La Cancillería Apostólica adoptó este modo de escritura como el estilo curial, todavía más allá, omitiendo el ae de los diptongos y oe, e igualmente todas las líneas y marcas de puntuación. Los abreviadores eclesiásticos son oficiales de la Santa Sede, ya que ellos están entre los oficiales principales de la Cancillería Apostólica, uno de los rangos más antiguos, y la mayoría de las oficinas son importantes en la Curia Romana. El alcance de su trabajo, así como el número de sus oficiales, ha variado.
Hasta los siglos XII y XIII, el deber de la Cancillería Apostólica, o romana, era preparar y apresurar las cartas de obispos y escritos para la comparación de dignidades de la iglesia y otras materias de gran importancia que eran discutidos y decididos en el Consistorio. Aproximadamente en los siglos XIII y XIV, los papas, que residían en Aviñón, Francia, empezaron a reservar la recopilación de beneficios, para que todos ellos, especialmente los mayores, se confirieran por medio de la Curia Romana (Lega, Praelectiones Jur. Pueda., I, ii, 287).Como consecuencia, el trabajo aumentó grandemente, y el número de abreviadores también aumentó. Para regular la expedición apropiada de estos beneficios reservados, en el pontificado del Papa Juan XXII se instituyeron las reglas de cancillería para determinar la competencia y modo de procedimiento de esta oficina. Después el establecimiento del Dataria y el Secretariado de Informes se alivió el trabajo de la Cancillería y se redujo el número de abreviadores.
Según Ciampini (Lib. de Abbreviatorum de parco majore etc., cap. i) la institución de abreviadores era muy antigua, teniendo éxito después de las persecuciones a los notarios que grabaron los actos de los mártires. Otros autores rechazan esta institución temprana y se lo atribuyen al Papa Juan XXII (1316). Es cierto que él utilizó el nombre abreviadores, pero habla como si ellos hubieran existido antes de su tiempo, y tuvo, por sobreimposición de su labor, muchas quejas y protestas. Según el Extravag. Joan. teta. xiii, "el anuncio de Cum Sacrosanctae Romanae Ecclesiae", se prescribe el trabajo, y se determina cuánto ellos pueden cobrar por su labor, se estableció un impuesto para un resumen o acortamiento de veinticinco palabras, o su equivalente; o 150 letras.
Se prohibió cobrar más, aun cuando en el resumen fuesen más de veinticinco palabras, pero menos de cincuenta palabras; con base a esto se establece la primera base del impuesto, en función del trabajo empleado por escrito, apresurado, etc.,  promulga que la base del impuesto es el trabajo empleado por escrito, apresurando, etc. Las Bulas y otros medios podían aumentar los emolumentos al destinatario del favor o beneficio conferido por la Bula. Se declara que quienquiera cobrará más del impuesto arreglado por él, se suspendería durante seis meses de la oficina, y en una segunda violación de la ley, se privaría de su oficio, y habría excomunión, si el delincuente era un abreviador.
Si una carta grande tenía que reescribirse, debido a una copia inexacta del abreviador, éste y no el receptor de la Bula debía pagar el recargo por el trabajo extra del escritor apostólico. Cualquier cosa podía ser objeto de fechado en la institución del abreviador. Se tornó de importancia mayor como entidad, y su privilegio aumentó a manera de una universidad de prelados.
El Papa Martín V (Constit. 3 "En Apostolicae", ii y v) fijó la manera para su examen y aprobación, y también el impuesto que ellos debían exigir por su trabajo, y la sobrecarga. Él también asignó ciertos emolumentos. Quien fuera el abreviador más bajo, sería promovido al más alto, o mayor, hasta la presidencia. Sus oficinas eran compatibles con otras oficinas, es decir ellos podían tener dos beneficios o cargos al mismo tiempo, algunos conferidos por el Cardenal Vice-Canciller, y otros por el Santo Padre.

## De la Oficina, a un Colegio de Prelados
En el pontificado de Pío II, el número de abreviadores que había sido fijado en veinticuatro, tendió a crecer, ello implicó que disminuyera la remuneración individual. Como consecuencia, los hombres capaces y competentes no buscaron el trabajo en esta oficina, y el viejo estilo de escritura en relación a las Bulas cayó en desuso. Esto provocó un daño en la justicia, las partes interesadas, y la dignidad de la Santa Sede.
Con el fin de remediar esto, y restaurar el viejo estilo de la cancillería, el Papa seleccionó fuera del gran número del abreviadores de entonces, a setenta, y los formó en una universidad de prelados. Decretó también que su oficina debía ser perpetua, que debían tenerse en cuenta ciertos emolumentos, y les concedió ciertos privilegios. Él ordenó que algunos fueran llamados "Abreviadores de la Barra Superior" (de Parco Majori), y los otros de la Barra más Baja (de Parco Minori).
El primero de los mencionados debía tener una posición ligeramente levantada sobre la cámara, separada del resto del vestíbulo a través de una celosía. Ayudaba al vicecanciller, subscribía cartas y ocupaba mucho tiempo examinando, revisando, y apresurando las cartas apostólicas a ser emitidas con el sello de plomo. El de la barra más baja, sin embargo, debía sentarse entre los escritores apostólicos en los bancos de la parte inferior de la cámara, y su deber era llevar los horarios firmados o súplicas a los prelados de la barra superior.
Uno de los prelados de la barra superior hacía un resumen, y el otro prelado de la misma barra lo revisaba. Los prelados de la barra superior formaron una especie de tribunal en el cual, ellos como universidad, decidían lo que podrían hacer sobre la forma y calidad de las cartas, de las cláusulas y decretos para ser unido a las cartas apostólicas, y a veces sobre el pago de los emolumentos y otras contingencias. Su opinión sobre las preguntas acerca de las actividades de la cancillería se estimó muy apreciada por todos los tribunales romanos. Pablo II suprimió esta universidad, pero Sixto IV (Constitutio 16, "Divina") la restableció.
Este último Papa, fijó setenta y dos abreviadores de quienes doce eran del superior, o mayor, y veintidós del más bajo, o menor, con treinta y ocho examinadores que se ocupaban de la forma de las cartas. Su trabajo también se relacionó con dar asistencia a días de multa, así como de firma de cartas y diplomas. Ciampini menciona un decreto del Vice-Canciller por el que los ausentes eran multados en cuanto a la pérdida de su porción de los emolumentos de la sesión siguiente de la cancillería.
El mismo Papa también concedió muchos privilegios a la Universidad de Abreviadores, pero sobre todo a los miembros de la presidencia mayor. Pío VII suprimió muchas de las oficinas de la cancillería, de tal manera que desapareció el Tribunal de Correctores y los Abreviadores de la presidencia más baja. Del Tribunal de Correctores, sólo permaneció un suplente-corrector. Bouix (Curia Romana, revise. 1859) indica que fue la supresión de la presidencia a nivel más bajo y pone el número en once abreviadores para esa fecha.
La universidad en el año 1903, tenía a diecisiete prelados, seis suplentes, y un subalterno-suplente, y exceptuando a los prelados, todos podían ser clérigos u hombres comunes. Aunque el deber de los abreviadores era originalmente hacer resúmenes y abreviaciones de las cartas apostólicas, los diplomas, etc., usando las abreviaciones legales, cláusulas, y formularios; cuando su oficina creció en importancia, delegaron parte de sus actividades a suplentes y se restringieron a vigilar la expedición apropiada de las cartas apostólicas.
Antes del año 1878, todas las cartas apostólicas e informes que requierieran para su validez el sello de plomo, tenían que estar en pergamino áspero y en caracteres góticos (cartas redondas, también llamado Gallicum y normalmente Bollático, en Italia actualmente se le denomina Teutónico) se omitían líneas o diptongos, o marcas de puntuación. Las Bulas que se escribieran en un pergamino diferente, o en caracteres diferentes con líneas y puntuación, o sin las abreviaciones acostumbradas, cláusulas, y formularios, se rechazaban como espurias.
El Papa León XIII (Constitutio Universae Eccles., 29 Dic., 1878) ordenó que debían escribirse de esa fecha en adelante, en caracteres latinos ordinarios en el pergamino ordinario, y que ninguna abreviación debía usarse excepto aquellas que fueran fácilmente entendidas.

## Títulos y Privilegios
En el pasado, los abreviadores contaron con grandes privilegios. Por decreto de León X, llegaron a ser nobles, de cuentas palatino, y miembros de la Casa Papal. Ellos podían de esta manera, disfrutar de todos los privilegios de prelados domésticos y de prelados en asistencia real del Papa. Tenían muchos beneficios así como expectativa de los mismos.
Las propiedades de ellos y sus clérigos estaban exentas de toda la jurisdicción excepto la jurisdicción inmediata del Papa, y no estaban sujetos a los juicios del Interventor de Causas, o al Vicario Cardinal. El Papa también los autorizó a conferir (hoy dentro de las limitaciones estrictas) el grado de Doctor, con todos los privilegios universitarios, crea a notarios. Se establecen procesos para que los herederos puedan recibir los beneficios al quedar vacantes las posiciones de los padres, situación que ha sido revocada. También se podría ennoblecer a tres personas y hacerlas integrantes de la Orden de Caballeros de San Silvestre (Militiae Aureae). Podían disfrutar y llevar la insignia de nobleza. El Papa Gregorio XVI rescindió ese privilegio y se reservó al papado, el nombramiento de caballeros (Acta Pont. Greg. XVI, Vol. III, 178-179-180).
El Papa Pablo V quien en su juventud fue miembro de la Universidad (Const. 2, "Romani"), les hizo “Referendaries” de favores, y después de tres años de servicio, “Referendaries” de Justicia, disfrutando los privilegios de tal posición y permitiendo ayudar en las firmas ante el Papa. Ellos tenían una sección en el Palacio Papal y exceptuándolos del registro de favores como fue requerido por Pío IV (Const., 98), respecto a materias que pertenecen a la Cámara Apostólica.
Ellos continuaban, inmediatamente después de los doce miembros de la votación de la Firma en capella. Se permitieron abreviadores de la presidencia mayor en cuanto a llevar la casaca purpúrea y capa, como también rochet en capella. Los abreviadores de la presidencia más baja antes de su supresión, fueron clérigos simples, y según permiso concedido por Sixto IV (loc. el cit.) podían ser incluso hombres casados.
Estas oficinas podían quedar vacantes por la muerte del abreviador, siendo reservadas para la curia, sin importar el lugar de la muerte. Los prelados podían renunciar a su oficina, a favor de otros. Anteriormente estas oficinas así como aquellos de los otros funcionarios de la cancillería del Regente, constituían elementos de venalidad que mucho papas lucharon por abolir, especialmente Benedicto XIV y Pío VII. Leo XIII (Motu Proprio, 4 de julio de 1898) solemnemente decretó la abolición de toda la venalidad en el traslado o comparación de oficinas.
Como prelados domésticos, los prelados de la Corte romana, tienen superioridad personal en cada diócesis del mundo. A ellos se dirigen como "Reverendissimus", "Reverendo Correcto", y "Monseñor". Como prelados, y por consiguiente poseyendo la dignidad legal, ellos son competentes en cuanto a recibir y ejecutar órdenes papales. El Papa Benedicto XIV (Const. 3, "Máximo") les concedió el privilegio de llevar un sombrero con venda púrpura a prelados de la presidencia mayor, derecho que ellos aun sostienen después de que hayan dejado de ser abreviadores.

## Supresión
El colegio fue suprimido en 1908 por el Papa Pío X y sus tareas fueron transferidas a la protonotarii apostolici participantes. (Ver Curia Romana)